# Ute Stoltenberg
Ute Stoltenberg (* 1948 in Kiel) ist eine deutsche Sozialwissenschaftlerin und ehemalige Hochschullehrerin an der Universität Lüneburg.

## Leben und Wirken
Stoltenberg studierte nach dem Abitur am Gymnasium Wellingdorf an der Pädagogischen Hochschule Kiel (Lehramtsstudium) und anschließend mit den Schwerpunkten Erziehungswissenschaft und Empirische Kulturwissenschaft an der Eberhard Karls Universität Tübingen, wo sie 1978 zur Dr. rer. soc. promoviert wurde. Nach Lehraufträgen an der Höheren Fachschule für Sozialarbeit in Stuttgart und der Evangelischen Fachhochschule für Sozialwesen Reutlingen war sie wissenschaftliche Mitarbeiterin in einem interdisziplinären Forschungsprojekt an der Universität Bielefeld und von 1979 bis 1987 Forschungsreferentin der Behörde für Wissenschaft und Forschung der Stadt Hamburg. In Hamburg wirkte sie von 1988 bis 1992 als Vorstandsvorsitzende der Vereinigung Städtischer Kinder- und Jugendheime. Es folgten Lehraufträge an der Universität Hamburg in den Bereichen Erziehungswissenschaften sowie Philosophie und Sozialwissenschaften (1992–1994).
1995 wurde Stoltenberg als Professorin für „Sachunterricht und seine Didaktik“ an die Universität Lüneburg berufen, wo sie ab 2010 auch als Professorin für „Bildung für eine nachhaltige Entwicklung“ lehrte. Bis 2014 war sie Leiterin des Instituts für integrative Studien der Fakultät Bildung und Mitglied des Instituts für Umweltkommunikation in der Fakultät Nachhaltigkeit.  Von 2014 bis 2018 hatte sie die Seniorprofessur für Nachhaltigkeitsforschung inne.
Stoltenberg lehrte außerdem an der Freien Universität Bozen (2000–2011), an der Universidad Técnica del Norte in Ibarra/Ecuador sowie 2013/14 als Gastprofessorin an der Alpen-Adria-Universität Klagenfurt. Vorlesungen, Vorträge und Seminare hielt sie im In- und Ausland an Universitäten, Hochschulen, auf Kongressen und Tagungen, in Städten und Landkreisen, Unternehmen und gesellschaftlichen Institutionen. Darüber hinaus fungierte sie als Beraterin von Ministerien und Hochschulen zur Implementierung von Bildung für nachhaltige Entwicklung.
2013 gründete Stoltenberg das „Deutschsprachige Netzwerk LehrerInnenbildung für eine nachhaltige Entwicklung – LeNa“, das sie bis 2017 leitete. Von 2008 bis 2018 war sie Mitglied des Deutschen Nationalkomitees für das UNESCO-Programm „Der Mensch und die Biosphäre“ (MAB) und von 2016 bis 2022  Mitglied und Sprecherin des Advisory Boards für das Forschungsprogramm „Earth System Science“ der Österreichischen Akademie der Wissenschaften. Seit 2008 ist sie Mitglied des Stiftungsrats der Hamburger Klimaschutzstiftung für Bildung und Nachhaltigkeit.
Ute Stoltenberg war mit dem Biochemiker und früheren Landesbezirksleiter der Gewerkschaft HBV in Hamburg Peter Hauschild (1937–2023) verheiratet.

## Schwerpunkte in Lehre und Forschung
Stoltenbergs Forschungsgebiete liegen in den Bereichen Bildung für eine nachhaltige Entwicklung, theoretisches Konzept und Konkretisierung für den Elementar- und Primarbereich, Lehrerbildung, Hochschulen/Universitäten, außerschulische Bildung, Zusammenhang von Bildung und nachhaltiger Regionalentwicklung; kulturelle Dimension nachhaltiger Entwicklung sowie Inter- und Transdisziplinarität.
Stoltenberg war daran beteiligt, das Konzept Bildung für eine nachhaltige Entwicklung in Theorie und Praxis zu entwickeln; auch durch internationale Forschungs-Kooperationen, u. a. im Rahmen der UNESCO, mit Partnern zum Beispiel in Österreich, der Schweiz, Italien, Polen, Chile, El Salvador, Ecuador, Mexiko USA, China sowie als Mitglied des Fachforums Schule zur Entwicklung des Nationalen Aktionsplans Bildung für nachhaltige Entwicklung 2017.

## Publikationen (Auswahl)
Als Autorin
- Nachhaltigkeit lernen mit Kindern.Wahrnehmung, Wissen und Erfahrungen von Grundschulkindern unter der Perspektive einer nachhaltigen Entwicklung. Klinkhard, Bad Heilbrunn 2002, ISBN 3-7815-1244-4.
- Mensch und Wald. Theorie und Praxis einer Bildung für eine nachhaltige Entwicklung am Beispiel des Themenfelds Wald. ökom, München 2009, ISBN 978-3-86581-126-4.
- mit Barbara Benoist, Thorsten Kosler: Modellprojekte verändern die Bildungslandschaft: Am Beispiel des Projekts „Leuchtpol. Energie & Umwelt neu erleben!“ In: Bildung für eine nachhaltige Entwicklung im Elementarbereich. VAS, Bad Homburg 2013, ISBN 978-3-88864-515-0.
- mit Simon Burandt: Bildung für eine nachhaltige Entwicklung. In: Harald Heinrichs, Gerd Michelsen (Hrsg.): Nachhaltigkeitswissenschaften. Springer Spektrum, Berlin/Heidelberg 2014, ISBN 978-3-642-25111-5, S. 567–594.
- Kita und Kommune - Partner für eine nachhaltige Energiewende. Oder: Was hat Bildung mit der Energiewende zu tun? Mediengruppe Oberfranken, Kulmbach 2018, ISBN 978-3-947566-29-7.
- Historische Gärten im Prozess einer nachhaltigen Entwicklung. In: Michael Rohde (Hrsg.): Historische Gärten und Gesellschaft. Natur – Kultur – Verantwortung. Stiftung Preussische Schlösser und Gärten Berlin-Brandenburg/Verlag Schnell + Steiner, Potsdam 2020, ISBN 978-3-7954-3535-6, S. 56–61.
- Kultur als Dimension eines Bildungskonzepts für eine nachhaltige Entwicklung. In: Oliver Parodi, Gerhard Banse, Axel Schaffer (Hrsg.): Wechselspiele: Kultur und Nachhaltigkeit. edition sigma, Berlin 2020, ISBN 978-3-89404-585-2, S. 293–311.
- mit Gerd Michelsen: Digitalisierung im Kontext von Bildung für eine nachhaltige Entwicklung. In: Michael von Hauff, Armin Reller (Hrsg.): Nachhaltige Digitalisierung – eine noch zu bewältigende Zukunftsaufgabe. Hessische Landeszentrale für Politische Bildung, Wiesbaden 2020, ISBN 978-3-943192-55-1, S. 49–64.
- mit Barbara Benoist-Kosler: ESD Coalition of Preschool and Municipality: A German Perspective on Early Childhood Education for Sustainability. In: Sue Elliott, Eva Ärlemalm-Hagsér, Julie Davis: Researching Early Childhood Education for Sustainability: Challenging Assumptions and Orthodoxies. Routledge, London/New York 2020, S. 69–81.

Als Herausgeberin
- Lebenswelt Hochschule. Raum-Bildung, Konsum-Muster und Kommunikation für eine nachhaltige Entwicklung. VAS, Frankfurt a. M. 2000, ISBN 978-3-88864-310-1.
- mit Ralf Thielebein-Pohl: KITA21 – Die Zukunftsgestalter. Mit Bildung für eine nachhaltige Entwicklung Gegenwart und Zukunft gestalten. ökom, München 2011, ISBN 978-3-86581-266-7.
- Weltorientierung durch Bildung für eine nachhaltige Entwicklung. Theoretische Grundlagen und Praxis des Sachunterrichts in der Grundschule. Bad Homburg 2013, ISBN 978-3-88864-520-4.